# Det var en lørdag aften (film fra 1968)
 For alternative betydninger, se Det var en lørdag aften. (Se også artikler, som begynder med Det var en lørdag aften)
Det var en lørdag aften er en dansk film fra 1968, hvis titel er åbenlyst inspireret af folkevisen af samme navn.
- Manuskript Erik Balling og Klaus Rifbjerg.
- Instruktion Erik Balling.

## Medvirkende
- Daimi Gentle
- Morten Grunwald
- Claus Nissen
- Kirsten Walther
- Ove Sprogøe
- Poul Bundgaard
- Lene Tiemroth
- Peter Steen
- Bjarne Forchhammer
- Helle Virkner
- Ib Mossin
- Lykke Nielsen
- Holger Perfort
- Gyrd Løfqvist
- Kirsten Hansen-Møller
- Stig Hoffmeyer
- Bjørn Puggaard-Müller
- Baard Owe
- Sisse Reingaard
- Else Petersen
- Bent Vejlby
- Christiane Rohde
- Eric Clapton (Cream)
- Jack Bruce (Cream)
- Ginger Baker (Cream)